# Палацо Корни (Ровиго)
Палацо Корни је насеље у Италији у округу Ровиго, региону Венето.
Према процени из 2011. у насељу је живело 209 становника. Насеље се налази на надморској висини од 2 м.